# Giravanz Kitakyushu
Giravanz Kitakyushu (em japonês:  ギラヴァンツ北九州 - Giravantsu Kitakyūshū) é um clube de futebol do Japão, que atualmente disputa a J. League 2 (segunda divisão). Sua sede fica em Kitakyushu.

## História
Foi fundado em 1947 com o nome de Mitsubishi Chemical Kurosaki. Começou disputando torneios regionais, já que a cidade de Kitakyushu estava representada pelo Yawata Steel (atual Nippon Steel Yawata).
Em 2001, muda seu nome para New Wave Kitakyushu, e garante o acesso à Japan Football League em 2007; dois anos depois, chega em quarto lugar na temporada corrente da JFL, o que garante sua passagem de clube amador para profissional com o acesso à J-League 2.
Com a mudança de estatuto, veio também a troca de nome: de New Wave, passaria a adotar o Giravanz - junção de Girassol e Avanzar (avançar em espanhol) - como seu novo nome.

## Estádio

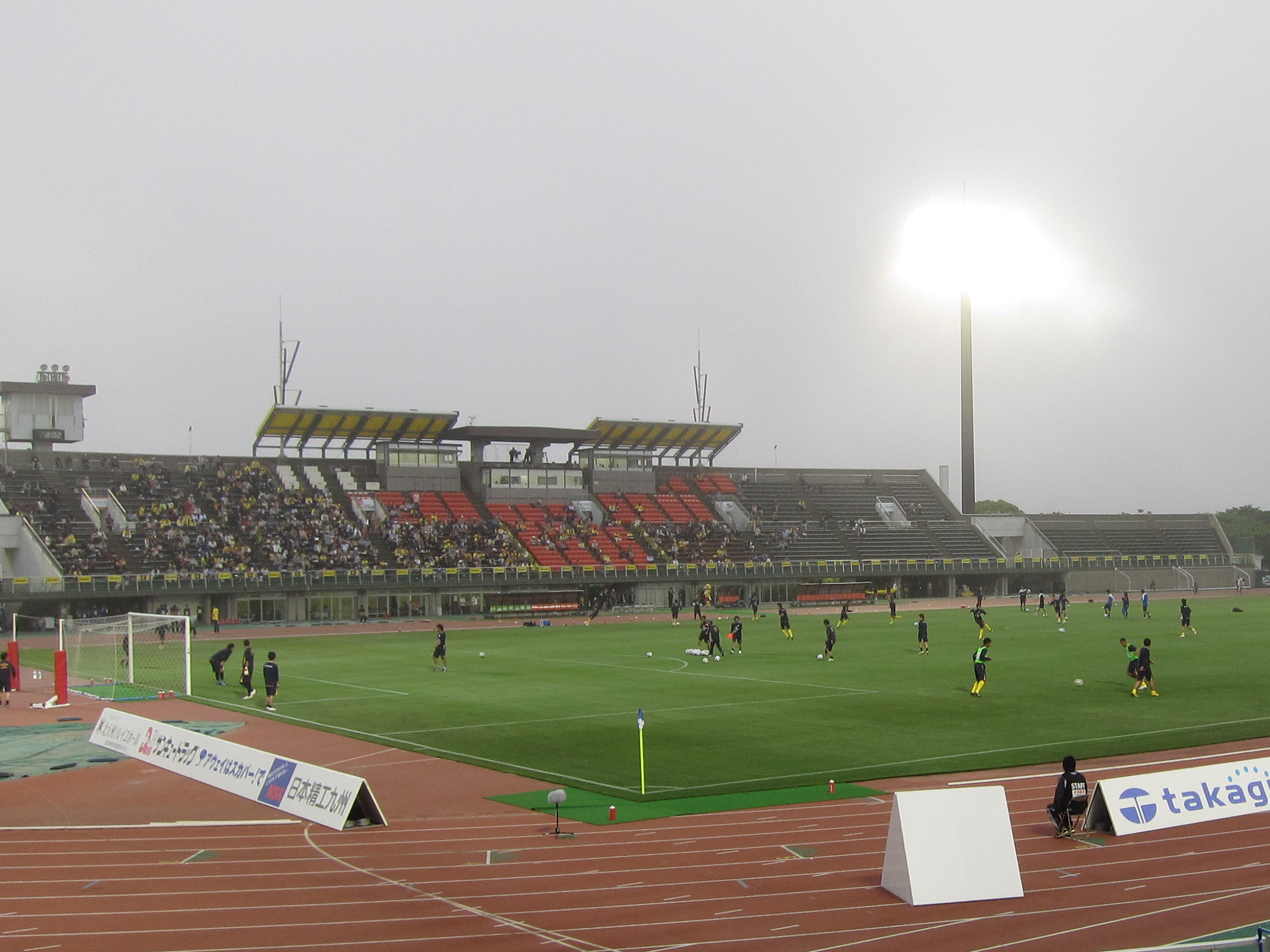
Honjo Stadium, local onde o Giravanz manda seus jogos.

A equipe do Giravanz Kitakyushu manda seus jogos no Honjo Stadium, com capacidade para 10.202 lugares.

## Uniforme
Uniforme 1Camisa amarela com detalhes vermelhos, calção vermelho e meias amarelas;
Uniforme 2Camisa preta com detalhes brancos, calção branco e meias pretas.